# Municipio de Tepakán
El municipio de Tepakán es uno de los 106 municipios del estado mexicano de Yucatán. Su cabecera municipal es la localidad homónima de Tepakán. Tiene una extensión de 134,13 km²

## Toponimia
El nombre del municipio, Tepakán, significa en lengua maya, aquí hay pakan por derivarse de los vocablos Te, aquí y pakán,  nombre de una planta que produce unos frutos parecidos a la tuna.

## Colindancia
El municipio de Tepakán colinda al norte con Temax, al sur con Izamal, al oriente con Izamal, Tekal de Venegas y Temax y al occidente con los municipios de Tekantó y Teya.

## Datos históricos
- El actual pueblo de Tepakán Lugar del Pakán, era parte del cacicazgo de Ah Kin Chel antes de la conquista de Yucatán.
- Durante la época colonial se estableció en 1581 una encomienda a cargo de Cristóbal Sánchez.
- Después, en 1700, fue encomendero Juan Esteban Tello Aguilar.
- Más tarde, hacia mediados del siglo XVIII se sabe de otros encomenderos que estuvieron a cargo de los indígenas de la región: Ana de Varreda Villegas, Antonia Pacheco y Juan Nepomuceno Calderón.
- 1941: Se erige Tepakán como municipio. Antes pertenecía al municipio de Izamal, ha tenido 28 presidentes municipales desde entonces.
- Hay aún varias Haciendas en el municipio que fueron Henequeras, Poccheiná, Kantirix (Tepakán), Sahcatzín (Tepakán)

## Economía
Tepakán es un municipio que, ubicado en la zona centro norte del estado perteneció a la denominada zona henequenera de Yucatán ya que sus tierras agrícolas tienen vocación para el cultivo del agave. Junto con los municipios circunvecinos se dedicó por muchos años hasta finales del siglo XX a la industria henequenera como principal actividad productiva.
Con la declinación de la agroindustria se dio en Tepakán, al igual que en los demás municipios de la zona henequenera, un proceso de diversificación de la actividad agrícola. Hoy en el territorio municipal se cultiva maíz, frijol, hortalizas, papaya, limón y algunos otros frutales.  Algunas variedades de chiles también se cosechan en la región.
Se da la cría de ganado bovino, así como la de ganado porcino y aves de corral. También la apicultura.

## Atractivos turísticos
- Arquitectónicos: En la cabecera municipal se encuentran los templos de Iglesia de la Asunción  y de Iglesia de San Antonio, santo patrono del pueblo. Ambos templos son construcciones del siglo XVII.

- Arqueológicos: Hay vestigios de la cultura maya en territorio municipal.

- Fiestas populares: El 12 de abril se organiza la fiesta en homenaje a San Antonio. En esa ocasión se realizan procesiones, y las tradicionales vaquerías.